# سوختگی‌ها
سوختگی‌ها کتابی از امیرحسین کلانتری است که در سال ۱۳۶۰ منتشر و در مراسم کتاب سال جمهوری اسلامی ایران به‌عنوان کتاب برگزیده معرفی شد.